# 烏克羅烏克羅山
12°06′24″S 75°59′45″W / 12.10667°S 75.99583°W
烏克羅烏克羅山（Ukru Ukru），是秘魯的山峰，位於該國中南部利馬大區，由堯約斯省的坦塔區負責管轄，屬於秘魯中部山脈的一部分，海拔高度4,800米。